# Шура-Бура, Михаил Романович
Михаи́л Рома́нович Шу́ра-Бу́ра (21 октября 1918 — 14 декабря 2008) — советский и российский учёный, внёсший существенный вклад в становление и развитие программирования в СССР. Заведующий сектором ИПМ РАН, заведующий кафедрой системного программирования факультета ВМК МГУ (1970—1993).

## Биография
Родился 21 октября 1918 года в селе Парафиевка (ныне Черниговская область), в семье помощника присяжного поверенного Романа Исаевича Шуры-Буры, делопроизводителя Киевской Военной школы лётчиков-наблюдателей. С 1919 года семья жила в Киеве.
В 1935—1940 годы учился на механико-математическом факультете МГУ. В 1940—1947 годах работал преподавателем Артиллерийской академии имени Дзержинского, где столкнулся с вычислительными проблемами в баллистике. В 1944—1947 годы — в аспирантуре НИИ математики МГУ, в одной из работ того времени установил общетопологическое утверждение, получившее впоследствии наименование лемма Шуры-Буры. В кандидатской диссертации, защищённой в 1947 году под руководством Павла Сергеевича Александрова, решил проблему о восстановлении топологического пространства по его проекционному спектру, поставленную Александровым (тема диссертации — «Проекционные спектры бикомпактных пространств»). С 1947 года — преподаватель физико-технического факультета Московского университета (преобразованного в 1951 году в Московский физико-технический институт). В 1947—1948 годах участвовал в работах по тематике приближённых вычислений, проводимой в Математическом институте имени Стеклова. В 1952 году стал соавтором (с Люстерником, Абрамовым и Шестаковым) первого советского учебника по программированию: «Решение математических задач на автоматических цифровых машинах. Программирование для быстродействующих электронных счётных машин». С 1953 года — сотрудник отделения прикладной математики Математического института имени Стеклова (впоследствии выделившегося в ИПМ РАН).
В 1954 году защитил докторскую диссертацию на тему «Вопросы решения математических задач с большим числом операций». С 1955 года — профессор кафедры вычислительной математики механико-математического факультета МГУ. С середины 1950-х годов под началом Келдыша работал во главе отдела программирования ИПМ над задачами расчёта с помощью ЭВМ траекторий искусственных спутников Земли. Первые программы были разработаны для ЭВМ «Стрела», вскоре при участии Шуры-Буры была спроектирована машина «М-20» (выпущена в 1958 году), на которую переведены основные расчёты. В 1963 году под руководством Шуры-Буры созданы интерпретирующая система ИС-2 и один из первых советских трансляторов Алгола-60 для М-20, впоследствии руководил разработкой систем программирования для БЭСМ-6 и других серий ЭВМ.
В 1970 году назначен заведующим кафедрой системного программирования факультета вычислительной математики и кибернетики МГУ, которую возглавлял вплоть до 1993 года, до последних лет был профессором на кафедре. Подготовил в общей сложности 30 кандидатов и 8 докторов наук.
Урна с прахом в колумбарии Донского кладбища.

## Семья
Жена (с 1938 года) — Валентина Ефимовна Зисерман (1918—2012), детский врач-инфекционист, дочь экономиста Ефима Исаевича Зисермана (1887—1953), научного сотрудника Украинского НИИ сахарной промышленности.

## Из библиографии
- Горелик А. М., Ушкова В. Л., Шура-Бура М. Р. «Мобильность программ на Фортране» — М.: Финансы и статистика, 1984.
- Становление программирования в СССР / А. П. Ершов, М. Р. Шура-Бура; Ин-т систем информатики им. А. П. Ершова СО РАН. — Изд. 2-е, доп. — Новосибирск : Ин-т систем информатики им. А. П. Ершова СО РАН, 2016. — 78 с.

## Награды и заслуги
- Награждён орденами Ленина (1990), Трудового Красного Знамени (1956, 1983), «Знак Почёта» (1961), медалью «За победу над Германией» (1945).
- Государственная премия СССР (1978).
- Заслуженный деятель науки Российской Федерации (1999).
- Заслуженный профессор Московского государственного университета (1994).

Существует мнение, что М. Р. Шура-Бура послужил А. и Б. Стругацким прототипом для Романа Ойра-Ойры, героя романов «Понедельник начинается в субботу» и «Сказка о Тройке». Борис Стругацкий, однако, отмечал, что прототипа у Ойры-Ойры нет.